# Bubacarr Sanneh
Bubacarr Sanneh (Banjul, 14 november 1994) is een Gambiaans voetballer die doorgaans speelt als centrale verdediger. In januari 2024 verliet hij Zvijezda 09. Sanneh maakte in 2012 zijn debuut in het Gambiaans voetbalelftal.

## Clubcarrière
Sanneh speelde in zijn vaderland Gambia voor Real de Banjul. Die club verhuurde hem voor het seizoen 2014/15 aan AC Horsens in Denemarken. Zijn professionele debuut maakte de centrumverdediger op 10 november 2014. Op bezoek bij Viborg FF opende Lasse Andersen namens de thuisploeg de score. Sanneh was in de basis gestart en na een halfuur tekende hij met zijn eerste doelpunt voor de beslissende gelijkmaker: 1–1. Aan het eind van het seizoen 2014/15 zette AC Horsens het leencontract om in een vaste verbintenis door hem over te nemen van Real de Banjul voor circa veertigduizend euro. In januari 2018 maakte Sanneh de overstap naar FC Midtjylland, dat circa tweehonderdduizend euro voor hem betaalde aan Horsens. In Midtjylland zette hij zijn handtekening onder een verbintenis voor de duur van vier jaar.
In de zomer van 2018 stapte de Gambiaan voor acht miljoen euro over naar Anderlecht en hij tekende voor vijf seizoenen in de Belgische hoofdstad. Met die acht miljoen werd hij de duurste verdediger van de competitie. In zijn eerste seizoen speelde Sanneh twaalf competitiewedstrijden voor Anderlecht. Hij werd in de zomer van 2019 voor één jaar verhuurd aan Göztepe. Op 18 augustus maakte de Gambiaan zijn debuut voor Göztepe. Hij verloor bij zijn debuut met 0–1 van Antalyaspor en speelde de hele wedstrijd. Sanneh zou maar twee wedstrijden voor Göztepe spelen en na een halfjaar keerde hij terug naar Anderlecht, om direct weer verhuurd te worden aan KV Oostende. In het seizoen 2020/21 speelde Sanneh tot aan de winterstop geen enkele minuut voor Anderlecht. Hierop werd hij verhuurd aan Aarhus GF.
Na vier jaar werd in de transferperiode van de zomer van 2021 een einde gemaakt aan zijn contract bij Anderlecht. In februari 2022 tekende hij tot het einde van het seizoen bij SønderjyskE. Na afloop van dit contract zat hij een jaar zonder club, tot Zvijezda 09 hem onder contract nam.

## Clubstatistieken
| Seizoen | Club           | Competitie      | Competitie | Competitie | Beker | Beker | Internationaal | Internationaal | Totaal | Totaal |
| Seizoen | Club           | Competitie      | Wed.       | Dlp.       | Wed.  | Dlp.  | Wed.           | Dlp.           | Wed.   | Dlp.   |
| ------- | -------------- | --------------- | ---------- | ---------- | ----- | ----- | -------------- | -------------- | ------ | ------ |
| 2014/15 | AC Horsens     | 1. division     | 17         | 3          | 0     | 0     | —              | —              | 17     | 3      |
| 2015/16 | AC Horsens     | 1. division     | 26         | 3          | 0     | 0     | —              | —              | 26     | 3      |
| 2016/17 | AC Horsens     | Superligaen     | 31         | 4          | 7     | 0     | —              | —              | 38     | 4      |
| 2017/18 | AC Horsens     | Superligaen     | 16         | 4          | 0     | 0     | —              | —              | 16     | 4      |
| 2017/18 | FC Midtjylland | Superligaen     | 12         | 3          | 2     | 0     | —              | —              | 14     | 3      |
| 2018/19 | FC Midtjylland | Superligaen     | 4          | 0          | 0     | 0     | 5              | 0              | 9      | 0      |
| 2018/19 | Anderlecht     | Eerste klasse A | 12         | 1          | 1     | 0     | 6              | 0              | 19     | 1      |
| 2019/20 | → Göztepe      | Süper Lig       | 2          | 0          | 3     | 0     | —              | —              | 5      | 0      |
| 2019/20 | → KV Oostende  | Eerste klasse A | 3          | 0          | 0     | 0     | —              | —              | 3      | 0      |
| 2020/21 | Anderlecht     | Eerste klasse A | 0          | 0          | 0     | 0     | —              | —              | 0      | 0      |
| 2020/21 | → Aarhus GF    | Superligaen     | 8          | 0          | 3     | 0     | —              | —              | 11     | 0      |
| 2021/22 | SønderjyskE    | Superligaen     | 8          | 0          | 1     | 0     | —              | —              | 9      | 0      |
| 2022/23 | —              | —               | —          | —          | —     | —     | —              | —              | —      | —      |
| 2023/24 | Zvijezda 09    | Premijer Liga   | 2          | 0          | 0     | 0     | —              | —              | 2      | 0      |
| Totaal  | Totaal         | Totaal          | 141        | 18         | 17    | 0     | 11             | 0              | 169    | 18     |

Bijgewerkt op 25 april 2025.

## Interlandcarrière
Sanneh maakte zijn debuut in het Gambiaans voetbalelftal op 15 december 2012, toen met 1–1 gelijkgespeeld werd tegen Angola. De Angolees Amaro opende de score en Saloum Faal zorgde voor de gelijkmaker. Sanneh moest van bondscoach Luciano Mancini op de bank beginnen en hij viel na zesenzestig minuten in voor Matarr Nyan. De andere debutanten dit duel waren Foday Saidy, Antou Badjan, Dawda Sisoho (allen Gambia Ports Authority), Emmanuel Gómez (Samger Serekunda), Omar Colley (eveneens Real de Banjul), Nyan (Gamtel Banjul), Momodou Lamin Sawo, Modou Jallow (beiden Brikama United), Ousman Sillah (Wallidan Banjul) en Amat Njie (Bakau United). Zijn eerste interlandgoal viel op 9 oktober 2019, tijdens een kwalificatieduel voor het AK 2021 tegen Djibouti (1–1). In de blessuretijd van de tweede helft tekende Sannah voor de gelijkmaker.
Sanneh werd in januari 2024 door bondscoach Tom Saintfiet opgenomen in de Gambiaanse selectie voor het uitgestelde Afrikaans kampioenschap 2023. In de groepsfase verloor Gambia van Senegal (3–0), Guinee (1–0) en Kameroen (2–3), waardoor het land laatste werd in de poule. Sanneh speelde alleen tegen Kameroen mee.
| Interlands van Bubacarr Sanneh voor Gambia | Interlands van Bubacarr Sanneh voor Gambia | Interlands van Bubacarr Sanneh voor Gambia | Interlands van Bubacarr Sanneh voor Gambia | Interlands van Bubacarr Sanneh voor Gambia | Interlands van Bubacarr Sanneh voor Gambia | Interlands van Bubacarr Sanneh voor Gambia |
| №                                          | Datum                                      | Wedstrijd                                  | Uitslag                                    | Competitie                                 | Goals                                      |                                            |
| Als speler bij Real de Banjul              | Als speler bij Real de Banjul              | Als speler bij Real de Banjul              | Als speler bij Real de Banjul              | Als speler bij Real de Banjul              | Als speler bij Real de Banjul              | Als speler bij Real de Banjul              |
| ------------------------------------------ | ------------------------------------------ | ------------------------------------------ | ------------------------------------------ | ------------------------------------------ | ------------------------------------------ | ------------------------------------------ |
| 1                                          | 15 december 2012                           | Angola – Gambia                            | 1 – 1                                      | Vriendschappelijk                          |                                            |                                            |
| 2                                          | 7 september 2013                           | Gambia – Tanzania                          | 2 – 0                                      | WK 2014 kwalificatie                       |                                            |                                            |
| Als speler bij AC Horsens                  |                                            |                                            |                                            |                                            |                                            |                                            |
| 3                                          | 9 juni 2015                                | Oeganda – Gambia                           | 1 – 1                                      | Vriendschappelijk                          |                                            |                                            |
| 4                                          | 9 oktober 2015                             | Gambia – Namibië                           | 1 – 1                                      | WK 2018 kwalificatie                       |                                            |                                            |
| 5                                          | 30 mei 2016                                | Gambia – Zambia                            | 0 – 0                                      | Vriendschappelijk                          |                                            |                                            |
| 6                                          | 4 juni 2016                                | Gambia – Zuid-Afrika                       | 0 – 4                                      | AK 2017 kwalificatie                       |                                            |                                            |
| 7                                          | 3 september 2016                           | Kameroen – Gambia                          | 2 – 0                                      | AK 2017 kwalificatie                       |                                            |                                            |
| 8                                          | 27 maart 2017                              | Centraal-Afrikaanse Republiek – Gambia     | 1 – 2                                      | Vriendschappelijk                          |                                            |                                            |
| 9                                          | 11 juni 2017                               | Benin – Gambia                             | 1 – 0                                      | AK 2019 kwalificatie                       |                                            |                                            |
| Als speler bij FC Midtjylland              |                                            |                                            |                                            |                                            |                                            |                                            |
| 10                                         | 23 maart 2018                              | Gambia – Centraal-Afrikaanse Republiek     | 1 – 1                                      | Vriendschappelijk                          |                                            |                                            |
| Als speler bij Anderlecht                  |                                            |                                            |                                            |                                            |                                            |                                            |
| 11                                         | 8 september 2018                           | Gambia – Algerije                          | 1 – 1                                      | AK 2019 kwalificatie                       |                                            |                                            |
| 12                                         | 12 oktober 2018                            | Togo – Gambia                              | 1 – 1                                      | AK 2019 kwalificatie                       |                                            |                                            |
| 13                                         | 16 oktober 2018                            | Gambia – Togo                              | 0 – 1                                      | AK 2019 kwalificatie                       |                                            |                                            |
| 14                                         | 17 november 2018                           | Gambia – Benin                             | 3 – 1                                      | AK 2019 kwalificatie                       |                                            |                                            |
| 15                                         | 22 maart 2019                              | Algerije – Gambia                          | 1 – 1                                      | AK 2019 kwalificatie                       |                                            |                                            |
| 16                                         | 12 juni 2019                               | Marokko – Gambia                           | 0 – 1                                      | Vriendschappelijk                          |                                            |                                            |
| Als speler bij Göztepe SK                  |                                            |                                            |                                            |                                            |                                            |                                            |
| 17                                         | 6 september 2019                           | Gambia – Angola                            | 0 – 1                                      | WK 2022 kwalificatie                       |                                            |                                            |
| 18                                         | 9 oktober 2019                             | Djibouti – Gambia                          | 1 – 1                                      | AK 2021 kwalificatie                       | 90+1'                                      |                                            |
| 19                                         | 13 oktober 2019                            | Gambia – Djibouti                          | 1 – 1                                      | AK 2021 kwalificatie                       |                                            |                                            |
| 20                                         | 13 november 2019                           | Angola – Gambia                            | 1 – 3                                      | AK 2021 kwalificatie                       |                                            |                                            |
| 21                                         | 18 november 2019                           | Gambia – Congo-Kinshasa                    | 2 – 2                                      | AK 2021 kwalificatie                       |                                            |                                            |
| Als speler bij Anderlecht                  |                                            |                                            |                                            |                                            |                                            |                                            |
| 22                                         | 9 oktober 2020                             | Gambia – Congo-Brazzaville                 | 1 – 0                                      | Vriendschappelijk                          |                                            |                                            |
| 23                                         | 12 november 2020                           | Gabon – Gambia                             | 2 – 1                                      | AK 2021 kwalificatie                       |                                            |                                            |
| 24                                         | 16 november 2020                           | Gambia – Gabon                             | 2 – 1                                      | AK 2021 kwalificatie                       |                                            |                                            |
| Als speler bij Aarhus GF                   |                                            |                                            |                                            |                                            |                                            |                                            |
| 25                                         | 25 maart 2021                              | Gambia – Angola                            | 1 – 0                                      | AK 2021 kwalificatie                       |                                            |                                            |
| 26                                         | 29 maart 2021                              | Congo-Kinshasa – Gambia                    | 1 – 0                                      | AK 2021 kwalificatie                       |                                            |                                            |
| 27                                         | 5 juni 2021                                | Niger – Gambia                             | 0 – 2                                      | Vriendschappelijk                          |                                            |                                            |
| 28                                         | 8 juni 2021                                | Gambia – Togo                              | 1 – 0                                      | Vriendschappelijk                          |                                            |                                            |
| 29                                         | 11 juni 2021                               | Kosovo – Gambia                            | 1 – 0                                      | Vriendschappelijk                          |                                            |                                            |
| Als speler zonder club                     |                                            |                                            |                                            |                                            |                                            |                                            |
| 30                                         | 12 januari 2022                            | Mauritanië – Gambia                        | 0 – 1                                      | AK 2021                                    |                                            |                                            |
| Als speler bij SønderjyskE                 |                                            |                                            |                                            |                                            |                                            |                                            |
| 31                                         | 23 maart 2022                              | Tsjaad – Gambia                            | 0 – 1                                      | AK 2023 kwalificatie                       |                                            |                                            |
| 32                                         | 29 maart 2022                              | Gambia – Tsjaad                            | 2 – 2                                      | AK 2023 kwalificatie                       |                                            |                                            |
| 33                                         | 29 mei 2022                                | Verenigde Arabische Emiraten – Gambia      | 1 – 1                                      | Vriendschappelijk                          |                                            |                                            |
| 34                                         | 4 juni 2022                                | Gambia – Zuid-Soedan                       | 1 – 0                                      | AK 2023 kwalificatie                       |                                            |                                            |
| 35                                         | 8 juni 2022                                | Congo-Brazzaville – Gambia                 | 1 – 0                                      | AK 2023 kwalificatie                       |                                            |                                            |
| Als speler zonder club                     |                                            |                                            |                                            |                                            |                                            |                                            |
| 36                                         | 24 maart 2023                              | Mali – Gambia                              | 2 – 0                                      | AK 2023 kwalificatie                       |                                            |                                            |
| 37                                         | 28 maart 2023                              | Gambia – Mali                              | 1 – 0                                      | AK 2023 kwalificatie                       |                                            |                                            |
| 38                                         | 14 juni 2023                               | Zuid-Soedan – Gambia                       | 2 – 3                                      | AK 2023 kwalificatie                       |                                            |                                            |
| Als speler bij Zvijezda 09                 |                                            |                                            |                                            |                                            |                                            |                                            |
| 39                                         | 20 november 2023                           | Gambia – Ivoorkust                         | 0 – 2                                      | WK 2026 kwalificatie                       |                                            |                                            |
| 40                                         | 23 januari 2024                            | Gambia – Kameroen                          | 2 – 3                                      | AK 2023                                    |                                            |                                            |

Bijgewerkt op 25 april 2025.

## Erelijst
| Superligaen | 1 | 2017/18 |